# Sygnały (film 1938)
Sygnały – polski film fabularny z 1938 roku.

## Opis fabuły
Marta Wrońska, młoda i ładna wspólniczka szajki złodziejskiej, wstępuje jako pokojówka na służbę do pewnej markizy. To tylko pretekst, żeby ukraść markizie bezcenny klejnot. Marta ma jednak dość tego życia. Chcąc się uwolnić od szefa bandy, próbuje ucieczki za ocean, biorąc ze sobą klejnot. W drodze na okręcie wybucha pożar. Martę ratuje latarnik Piotr. Piotr to człowiek szlachetny, dusza czysta, bez skazy. Dowiedziawszy się o procederze, uprawianym przez Martę, Piotr stara się uratować ją po raz drugi, tym razem moralnie, z bagna w którym ugrzęzła.